# IC 3540
IC 3540 је лентикуларна галаксија у сазвјежђу Дјевица која се налази на листи објеката дубоког неба у Индекс каталогу.
Деклинација објекта је + 12° 45' 3" а ректасцензија 12h 35m 27,2s. Привидна величина (магнитуда) објекта IC 3540 износи 14,0 а фотографска магнитуда 14,9. IC 3540 је још познат и под ознакама MCG 2-32-146, CGCG 70-180, ARAK 379, VCC 1614, NPM1G +13.0310, PGC 41936.